# Aamir Zaki
Aamir Zaki (Riad, 8 aprile 1968 – Karachi, 2 giugno 2017) è stato un chitarrista pakistano.
Ha realizzato il suo album di debutto, lungamente atteso, Signature, nel 1995, che rappresenta anche la sua unica registrazione integrale in studio. Ha anche suonato per un breve periodo con i Vital Signs nel 1994.

## Discografia

### Album in studio
- 1995 - Signature
- 2007 - Rough Cut